# Clubiona nemorum
Clubiona nemorum este o specie de păianjeni din genul Clubiona, familia Clubionidae, descrisă de Ledoux în anul 2004.
Este endemică în Réunion. Conform Catalogue of Life specia Clubiona nemorum nu are subspecii cunoscute.